# Pau Turull i Comadran
Pau Turull i Comadran (Sabadell, 21 d'abril de 1837 - 7 de setembre de 1892) fou un industrial i polític català. Membre d'una coneguda família d'empresaris del sector de la llana, amb tres centres industrials a Sabadell, tres a Terrassa, nombroses propietats urbanes i un vaixell que feia la travessia a Cuba i l'Argentina. El seu pare era Pere Turull i Sallent, conegut a Madrid com el Rico Catalán.

## Biografia
Pau Turull va fundar amb el seu pare, Pere Turull, la Caixa d'Estalvis de Sabadell el 1859. A la mort del pare el 1869, va assumir la direcció de les empreses familiars. De 1877 a 1882 fou president de Ferrocarril y Minas de San Juan de las Abadesas i el 1891, president de la Societat Catalana General de Crèdit. També fou president del Banco Hispano-Colonial i fundador de la Unión Lanera Española (1883).
Durant el sexenni democràtic va tenir simpaties republicanes, però les va abandonar durant la restauració borbònica i va ingressar al Partit Liberal Conservador, amb el qual fou elegit diputat pel districte de Terrassa a les eleccions generals espanyoles de 1876, 1879 i 1884. Va treballar per crear un districte electoral propi a Sabadell, amb el qual fou elegit diputat novament a les eleccions generals espanyoles de 1891. El seu escó fou impugnat pels liberals i va morir abans d'ocupar l'escó.
Tot i que la fama del cognom Turull sempre s'ha relacionat amb Pere, el seu pare, de tota la nissaga en Pau fou el que més negocis i més fortuna va acumular.